# Campeonato Colombiano de Futebol de 2023 – Primeira Divisão
A Primeira Divisão do Campeonato Colombiano de Futebol de 2023, oficialmente conhecida como Liga BetPlay DIMAYOR 2023 por conta do patrocínio, foi a 76ª temporada da Categoría Primera A, a principal divisão do futebol colombiano (e a 96ª edição como primeira divisão). A liga contou com a participação de 20 times e será organizada pela División Mayor del Fútbol Colombiano (DIMAYOR), entidade esportiva responsável em âmbito nacional pelo futebol colombiano profissional e ligada à Federação Colombiana de Futebol (FCF), entidade máxima do futebol na Colômbia. A temporada começou em 24 de janeiro e será concluída em dezembro de 2023. O certame foi dividido em dois torneios próprios e independentes, o Torneo Apertura no primeiro semestre do ano e o Torneo Finalización no segundo semestre, e por conta disso, coroará dois campeões.

## Regulamento

### Sistema de disputa
A Liga BetPlay de 2023 foi dividida em dois torneios oficiais: Cada um desses torneios terá três fases: primeira fase, semifinal e final. Na primeira fase, em ambos os torneios, os times se enfrentam em turno único no sistema de pontos corridos (todos contra todos), num total de 19 rodadas, além de jogarem 1 partida extra contra o seu rival, totalizando 20 rodadas. Os oito melhores avançam para a fase quadrangular, em caso de igualdade na pontuação, são critérios de desempate:
1. melhor saldo de gols,
2. mais gols pró,
3. mais gols pró como visitante,
4. menos gols sofridos como visitante,
5. menos cartões amarelos,
6. menos cartões vermelhos,
7. sorteio.

Na semifinal os oito times serão sorteados em 2 grupos com quatro times, os jogos acontecerão no sistema ida-volta, totalizando 6 rodadas. Ao final, os líderes de cada grupo jogarão a final do torneio, em caso de igualdade na pontuação, são critérios de desempate:
1. melhor posição na fase regular (só se aplica aos primeiros classificados: 1º e 2º lugar),[1] [2]
2. melhor saldo de gols,
3. mais gols pró,
4. mais gols pró como visitante,
5. menos gols sofridos como visitante,
6. menos cartões amarelos,
7. menos cartões vermelhos,
8. sorteio.

A final será realizada em duas partidas, em caso de igualdade na pontuação, são critérios de desempate:
1. melhor saldo de gols;
2. disputa de pênaltis.

Sobre o rebaixamento: dois times serão rebaixados para o Torneo BetPlay ao final da temporada.

### Vagas em outras competições
Ao final da temporada, os campeões do Torneo Apertura e Torneo Finalización, e o clube mais bem posicionado (com exceção dos dois campeões) da classificação geral se classificam à Taça Libertadores de 2024, os quatro clubes subsequentes (com exceção dos já classificados à Taça Libertadores) se classificam à Copa Sul-Americana de 2024.

## Participantes

### Promovidos e rebaixados da temporada anterior
20 times participarão da temporada, 18 deles que permaneceram da temporada anterior e mais dois times promovidos do Torneo BetPlay (segunda divisão) de 2022. Os times promovidos são o Boyacá Chicó e o Atlético Huila.
| Clube          | Promovido como                                       |
| -------------- | ---------------------------------------------------- |
| Boyacá Chicó   | Campeão da Primera B de 2022                         |
| Atlético Huila | Campeão da repescagem de acesso da Primera B de 2022 |

| Clube     | Rebaixado como                       |
| --------- | ------------------------------------ |
| Patriotas | 19º no promédio da Primera A de 2022 |
| Cortuluá  | 20º no promédio da Primera A de 2022 |

### Informações dos clubes
| Equipe                 | Cidade          | Departamento       | Estádio (mando)                | Título (último)        |
| ---------------------- | --------------- | ------------------ | ------------------------------ | ---------------------- |
| Águilas Doradas        | Rionegro        | Antioquia          | Alberto Grisales               | 0 (nenhum)             |
| Alianza Petrolera      | Barrancabermeja | Santander          | Daniel Villa Zapata            | 0 (nenhum)             |
| América de Cali        | Cali            | Valle del Cauca    | Pascual Guerrero               | 15 (último em 2020)    |
| Atlético Bucaramanga   | Bucaramanga     | Santander          | Alfonso López                  | 0 (nenhum)             |
| Atlético Huila         | Neiva           | Huila              | Guillermo Plazas Alcid         | 0 (nenhum)             |
| Atlético Nacional      | Medellín        | Antioquia          | Atanasio Girardot              | 17 (último em 2022–I)  |
| Boyacá Chicó           | Tunja           | Boyacá             | La Independencia               | 1 (último em 2008-I)   |
| Deportes Tolima        | Ibagué          | Tolima             | Manuel Murillo Toro            | 3 (último em 2021–I)   |
| Deportivo Cali         | Cali            | Valle del Cauca    | Deportivo Cali                 | 10 (último em 2021–II) |
| Deportivo Pasto        | Pasto           | Nariño             | Departamental Libertad         | 1 (em 2006–I)          |
| Deportivo Pereira      | Pereira         | Risaralda          | Hernán Ramírez Villegas        | 1 (último em 2022-II)  |
| Envigado               | Envigado        | Antioquia          | Polideportivo Sur              | 0 (nenhum)             |
| Independiente Medellín | Medellín        | Antioquia          | Atanasio Girardot              | 6 (último em 2016–I)   |
| Jaguares               | Montería        | Córdoba (Colômbia) | Jaraguay                       | 0 (nenhum)             |
| Junior de Barranquilla | Barranquilla    | Atlántico          | Metropolitano Roberto Meléndez | 9 (último em 2019–I)   |
| La Equidad             | Bogotá          | Cundinamarca       | Metropolitano de Techo         | 0 (nenhum)             |
| Millonarios            | Bogotá          | Cundinamarca       | Nemesio Camacho El Campín      | 15 (último em 2017–II) |
| Once Caldas            | Manizales       | Caldas             | Palogrande                     | 4 (último em 2010–II)  |
| Santa Fe               | Bogotá          | Cundinamarca       | Nemesio Camacho El Campín      | 9 (último em 2016–II)  |
| Unión Magdalena        | Santa Marta     | Magdalena          | Estadio Sierra Nevada          | 1 (último em 1968)     |

## Torneo Apertura

### Classificação da Primeira fase
| Pos | Equipe                 | Pts | J  | V  | E  | D  | GP | GC | SG  | Classificação                                 |
| --- | ---------------------- | --- | -- | -- | -- | -- | -- | -- | --- | --------------------------------------------- |
| 1   | Águilas Doradas        | 39  | 20 | 11 | 6  | 3  | 32 | 21 | +11 | Avançam para as semifinais do Torneo Apertura |
| 2   | Millonarios            | 38  | 20 | 10 | 8  | 2  | 30 | 18 | +12 | Avançam para as semifinais do Torneo Apertura |
| 3   | Atlético Nacional      | 35  | 20 | 9  | 8  | 3  | 26 | 14 | +12 | Avançam para as semifinais do Torneo Apertura |
| 4   | América de Cali        | 32  | 20 | 9  | 5  | 6  | 32 | 23 | +9  | Avançam para as semifinais do Torneo Apertura |
| 5   | Boyacá Chicó           | 30  | 20 | 7  | 9  | 4  | 24 | 18 | +6  | Avançam para as semifinais do Torneo Apertura |
| 6   | Alianza Petrolera      | 30  | 20 | 9  | 3  | 8  | 27 | 22 | +5  | Avançam para as semifinais do Torneo Apertura |
| 7   | Independiente Medellín | 29  | 20 | 8  | 5  | 7  | 29 | 24 | +5  | Avançam para as semifinais do Torneo Apertura |
| 8   | Deportivo Pasto        | 29  | 20 | 8  | 5  | 7  | 22 | 21 | +1  | Avançam para as semifinais do Torneo Apertura |
| 9   | Junior de Barranquilla | 28  | 20 | 7  | 7  | 6  | 17 | 17 | 0   |                                               |
| 10  | Santa Fe               | 26  | 20 | 7  | 5  | 8  | 29 | 25 | +4  |                                               |
| 11  | La Equidad             | 26  | 20 | 5  | 11 | 4  | 20 | 17 | +3  |                                               |
| 12  | Deportivo Pereira      | 25  | 20 | 6  | 7  | 7  | 24 | 25 | −1  |                                               |
| 13  | Deportes Tolima        | 24  | 20 | 5  | 9  | 6  | 23 | 26 | −3  |                                               |
| 14  | Deportivo Cali         | 23  | 20 | 5  | 8  | 7  | 20 | 26 | −6  |                                               |
| 15  | Atlético Bucaramanga   | 20  | 20 | 4  | 8  | 8  | 15 | 21 | −6  |                                               |
| 16  | Envigado               | 20  | 20 | 4  | 8  | 8  | 14 | 20 | −6  |                                               |
| 17  | Once Caldas            | 20  | 20 | 4  | 8  | 8  | 17 | 24 | −7  |                                               |
| 18  | Jaguares               | 19  | 20 | 4  | 7  | 9  | 16 | 26 | −10 |                                               |
| 19  | Unión Magdalena        | 19  | 20 | 3  | 10 | 7  | 16 | 30 | −14 |                                               |
| 20  | Atlético Huila         | 18  | 20 | 5  | 3  | 12 | 20 | 35 | −15 |                                               |

#### Desempenho por rodada
Clubes que lideraram o campeonato ao final de cada rodada:
|          | 1ª  | 2ª  | 3ª  | 4ª  | 5ª  | 6ª  | 7ª  | 8ª  | 9ª  | 10ª | 11ª | 12ª | 13ª | 14ª | 15ª | 16ª | 17ª | 18ª | 19ª | 20ª |
| Apertura | BOY | BOY | BUC | BOY | AME | AME | AME | AGU | BOY | BOY | MIL | MIL | MIL | AGU | AGU | AGU | AGU | MIL | MIL | AGU |

Clubes que ficaram na última posição do campeonato ao final de cada rodada:
|          | 1ª  | 2ª  | 3ª  | 4ª  | 5ª  | 6ª  | 7ª  | 8ª  | 9ª  | 10ª | 11ª | 12ª | 13ª | 14ª | 15ª | 16ª | 17ª | 18ª | 19ª | 20ª |
| Apertura | APE | APE | HUI | HUI | HUI | HUI | HUI | JUN | CAL | CAL | CAL | CAL | CAL | ONC | ONC | ONC | ONC | ONC | ONC | HUI |

#### Resultados
| Mandante \ Visitante   | AGU | ALI | AME | BUC | HUI | NAC | BOY | TOL | CAL | PAS | PER | ENV | DIM | JAG | JUN | EQU | MIL | ONC | SFE | MAG |
| ---------------------- | --- | --- | --- | --- | --- | --- | --- | --- | --- | --- | --- | --- | --- | --- | --- | --- | --- | --- | --- | --- |
| Águilas Doradas        | —   | —   | —   | 1–0 | 2–1 | —   | 2–0 | 4–2 | —   | —   | 2–1 | 1–0 | —   | 3–0 | 1–1 | 1–1 | —   | —   | 3–1 | —   |
| Alianza Petrolera      | 2–1 | —   | —   | 2–0 | 2–0 | 2–1 | —   | —   | 0–3 | 3–1 | —   | —   | 0–1 | 3–0 | —   | —   | —   | —   | 3–1 | 2–1 |
| América de Cali        | 1–3 | 1–0 | —   | —   | —   | —   | —   | —   | 5–2 | —   | 2–1 | 1–0 | —   | 0–0 | 2–0 | 1–1 | —   | 0–0 | —   | 4–0 |
| Atlético Bucaramanga   | —   | 1–1 | 2–1 | —   | —   | 1–1 | —   | 1–1 | —   | —   | —   | 0–0 | 1–2 | —   | 1–0 | —   | 0–2 | 0–1 | —   | 3–0 |
| Atlético Huila         | —   | —   | 0–2 | 1–2 | —   | —   | 3–2 | 0–0 | 1–0 | 1–1 | —   | —   | 2–3 | —   | 0–2 | —   | 1–1 | 2–1 | —   | —   |
| Atlético Nacional      | 0–0 | —   | 2–1 | —   | 3–1 | —   | 3–1 | —   | 1–1 | —   | —   | —   | 1–1 | —   | 0–1 | —   | 0–0 | 1–0 | —   | 2–0 |
| Boyacá Chicó           | —   | 2–0 | 1–1 | 0–0 | —   | —   | —   | 2–0 | —   | 1–1 | 3–1 | —   | 2–0 | 1–0 | —   | 3–1 | 1–1 | —   | —   | —   |
| Deportes Tolima        | —   | 2–1 | 2–1 | —   | 2–1 | 2–2 | —   | —   | 1–2 | 3–1 | —   | —   | —   | 1–1 | 0–1 | 1–0 | 1–1 | —   | —   | —   |
| Deportivo Cali         | 1–1 | —   | 1–1 | 1–1 | —   | —   | 0–0 | —   | —   | —   | 0–1 | 2–0 | —   | —   | 3–2 | 0–0 | —   | 0–0 | —   | 2–1 |
| Deportivo Pasto        | 0–0 | —   | 2–4 | 1–0 | —   | 0–1 | —   | —   | 2–1 | —   | 0–0 | 2–1 | —   | 4–0 | 1–0 | 1–1 | —   | —   | —   | —   |
| Deportivo Pereira      | —   | 2–1 | —   | 1–1 | 2–1 | 0–2 | —   | 1–1 | —   | —   | —   | 0–0 | 3–1 | —   | —   | —   | 2–3 | 3–1 | 2–2 | —   |
| Envigado               | 1–2 | 0–0 | —   | —   | 0–1 | 0–0 | 0–1 | 2–1 | —   | —   | —   | —   | 2–1 | —   | —   | 1–1 | —   | 0–0 | 3–2 | —   |
| Independiente Medellín | 3–0 | —   | 0–1 | —   | —   | 1–3 | —   | 1–1 | 3–0 | 1–0 | —   | —   | —   | 1–0 | —   | —   | —   | 2–2 | 1–1 | 4–0 |
| Jaguares               | —   | —   | —   | 1–1 | 1–2 | 2–1 | —   | —   | 1–1 | 0–1 | 2–0 | 2–0 | —   | —   | —   | 1–1 | —   | 1–0 | 2–2 | —   |
| Junior de Barranquilla | —   | 1–0 | —   | —   | —   | —   | 1–1 | —   | —   | —   | 0–0 | 1–2 | 1–1 | 1–0 | —   | 1–0 | 1–0 | —   | 1–1 | 0–0 |
| La Equidad             | —   | 1–1 | —   | 1–0 | 2–1 | 0–0 | 2–2 | —   | —   | —   | 2–0 | —   | 2–1 | —   | —   | —   | —   | 4–1 | 0–1 | 0–0 |
| Millonarios            | 2–2 | 3–1 | 4–3 | —   | —   | —   | —   | —   | 1–1 | 2–0 | —   | 1–1 | 2–1 | 2–1 | —   | 0–0 | —   | —   | 1–0 | —   |
| Once Caldas            | 1–2 | 1–2 | —   | —   | —   | —   | 1–1 | 1–1 | —   | 0–1 | 1–1 | —   | —   | —   | 2–0 | —   | 1–0 | —   | 3–1 | 1–1 |
| Santa Fe               | —   | —   | 2–0 | 3–0 | 5–0 | 0–2 | 1–0 | 2–0 | 3–0 | 0–2 | —   | —   | —   | —   | —   | —   | 1–2 | —   | —   | 0–0 |
| Unión Magdalena        | 3–1 | —   | —   | —   | 2–1 | —   | 0–0 | 1–1 | —   | 2–1 | 0–3 | 1–1 | —   | 1–1 | 2–2 | —   | 1–1 | —   | —   | —   |

### Semifinais Apertura

#### Sorteio
| Pote 1                                              | Pote 2                                | Pote 3                             | Pote 4                                     |
| --------------------------------------------------- | ------------------------------------- | ---------------------------------- | ------------------------------------------ |
| - Águilas Doradas (Grupo A) - Millonarios (Grupo B) | - Atlético Nacional - América de Cali | - Boyacá Chicó - Alianza Petrolera | - Independiente Medellín - Deportivo Pasto |

#### Grupo A
| Pos | Equipe            | Pts | J | V | E | D | GP | GC | SG | Classificado |     | NAC | APE | PAS | AGU |
| --- | ----------------- | --- | - | - | - | - | -- | -- | -- | ------------ | --- | --- | --- | --- | --- |
| 1   | Atlético Nacional | 12  | 6 | 3 | 3 | 0 | 7  | 4  | +3 | Final        |     | —   | 1–1 | 3–2 | 1–0 |
| 2   | Alianza Petrolera | 10  | 6 | 2 | 4 | 0 | 8  | 5  | +3 |              |     | 0–0 | —   | 1–0 | 5–3 |
| 3   | Deportivo Pasto   | 6   | 6 | 1 | 3 | 2 | 6  | 5  | +1 |              | 1–1 | 0–0 | —   | 3–0 |     |
| 4   | Águilas Doradas   | 2   | 6 | 0 | 2 | 4 | 4  | 11 | −7 |              | 0–1 | 1–1 | 0–0 | —   |     |

##### Desempenho por rodada
Clubes que lideraram o campeonato ao final de cada rodada:
|         | 1ª  | 2ª  | 3ª  | 4ª  | 5ª  | 6ª  |
| Grupo A | APE | APE | APE | APE | APE | ATN |

#### Grupo B
| Pos | Equipe                 | Pts | J | V | E | D | GP | GC | SG | Classificado |     | MIL | AME | BOY | DIM |
| --- | ---------------------- | --- | - | - | - | - | -- | -- | -- | ------------ | --- | --- | --- | --- | --- |
| 1   | Millonarios            | 13  | 6 | 4 | 1 | 1 | 9  | 6  | +3 | Final        |     | —   | 2–1 | 1–0 | 2–1 |
| 2   | América de Cali        | 10  | 6 | 3 | 1 | 2 | 8  | 6  | +2 |              |     | 0–1 | —   | 3–2 | 2–0 |
| 3   | Boyacá Chicó           | 8   | 6 | 2 | 2 | 2 | 6  | 6  | 0  |              | 2–1 | 1–1 | —   | 1–0 |     |
| 4   | Independiente Medellín | 2   | 6 | 0 | 2 | 4 | 3  | 8  | −5 |              | 2–2 | 0–1 | 0–0 | —   |     |

##### Desempenho por rodada
Clubes que lideraram o campeonato ao final de cada rodada:
|         | 1ª  | 2ª  | 3ª  | 4ª  | 5ª  | 6ª  |
| Grupo B | MIL | MIL | MIL | MIL | MIL | MIL |

### Final Apertura
| 21 de junho   | Atlético Nacional | 0 – 0 | Millonarios | Estádio Atanasio Girardot, Medellín |
| 20:00 (UTC−5) |                   |       |             | Árbitro: Carlos Ortega              |

| 24 de junho   | Millonarios   | 1 – 1 | Atlético Nacional | Estádio El Campín, Bogotá |
| 19:00 (UTC−5) | A. Llinás 70' |       | 31' J. Duque      | Árbitro: Carlos Betancur  |

|                                                    |       | Penalidades                                        |  |
| J. Valencia J. Arias J. Pereira L. Ruiz L. Vásquez | 3 − 2 | D. Pabón D. Banguero J. Duque C. Zapata J. Barrera |  |

Empate em 1–1 no agregado, Millonarios venceu nos pênaltis.

## Torneo Finalización

### Classificação da Primeira fase
| Pos | Equipe                 | Pts | J  | V  | E  | D  | GP | GC | SG  | Classificação                                     |
| --- | ---------------------- | --- | -- | -- | -- | -- | -- | -- | --- | ------------------------------------------------- |
| 1   | Águilas Doradas        | 44  | 20 | 12 | 8  | 0  | 35 | 12 | +23 | Avançam para as semifinais do Torneo Finalización |
| 2   | Independiente Medellín | 39  | 20 | 10 | 9  | 1  | 30 | 15 | +15 | Avançam para as semifinais do Torneo Finalización |
| 3   | América de Cali        | 37  | 20 | 10 | 7  | 3  | 35 | 19 | +16 | Avançam para as semifinais do Torneo Finalización |
| 4   | Deportes Tolima        | 37  | 20 | 11 | 4  | 5  | 23 | 17 | +6  | Avançam para as semifinais do Torneo Finalización |
| 5   | Atlético Nacional      | 33  | 20 | 10 | 3  | 7  | 33 | 21 | +12 | Avançam para as semifinais do Torneo Finalización |
| 6   | Junior de Barranquilla | 30  | 20 | 8  | 6  | 6  | 29 | 17 | +12 | Avançam para as semifinais do Torneo Finalización |
| 7   | Millonarios            | 30  | 20 | 8  | 6  | 6  | 21 | 20 | +1  | Avançam para as semifinais do Torneo Finalización |
| 8   | Deportivo Cali         | 28  | 20 | 7  | 7  | 6  | 25 | 25 | 0   | Avançam para as semifinais do Torneo Finalización |
| 9   | Alianza Petrolera      | 28  | 20 | 8  | 4  | 8  | 18 | 24 | −6  |                                                   |
| 10  | La Equidad             | 26  | 20 | 5  | 11 | 4  | 19 | 20 | −1  |                                                   |
| 11  | Atlético Bucaramanga   | 26  | 20 | 7  | 5  | 8  | 20 | 22 | −2  |                                                   |
| 12  | Deportivo Pasto        | 25  | 20 | 6  | 7  | 7  | 16 | 20 | −4  |                                                   |
| 13  | Santa Fe               | 24  | 20 | 6  | 6  | 8  | 21 | 29 | −8  |                                                   |
| 14  | Once Caldas            | 22  | 20 | 5  | 7  | 8  | 21 | 22 | −1  |                                                   |
| 15  | Unión Magdalena        | 22  | 20 | 5  | 7  | 8  | 21 | 32 | −11 |                                                   |
| 16  | Atlético Huila         | 19  | 20 | 4  | 7  | 9  | 18 | 22 | −4  |                                                   |
| 17  | Deportivo Pereira      | 19  | 20 | 5  | 4  | 11 | 19 | 28 | −9  |                                                   |
| 18  | Boyacá Chicó           | 19  | 20 | 3  | 10 | 7  | 15 | 26 | −11 |                                                   |
| 19  | Jaguares               | 14  | 20 | 3  | 5  | 12 | 7  | 21 | −14 |                                                   |
| 20  | Envigado               | 13  | 20 | 2  | 7  | 11 | 18 | 32 | −14 |                                                   |

#### Desempenho por rodada
Clubes que lideraram o campeonato ao final de cada rodada:
|              | 1ª  | 2ª  | 3ª  | 4ª  | 5ª  | 6ª  | 7ª  | 8ª  | 9ª  | 10ª | 11ª | 12ª | 13ª | 14ª | 15ª | 16ª | 17ª | 18ª | 19ª | 20ª |
| Finalización | BUC | BUC | BUC | BUC | AGU | AGU | AGU | AGU | AGU | AGU | AGU | AGU | ATN | AGU | AGU | AGU | AGU | AGU | AGU | AGU |

Clubes que ficaram na última posição do campeonato ao final de cada rodada:
|              | 1ª  | 2ª  | 3ª  | 4ª  | 5ª  | 6ª  | 7ª  | 8ª  | 9ª  | 10ª | 11ª | 12ª | 13ª | 14ª | 15ª | 16ª | 17ª | 18ª | 19ª | 20ª |
| Finalización | PER | JUN | PER | PER | ENV | ENV | ENV | ENV | ENV | ENV | ENV | JAG | ENV | ENV | ENV | ENV | ENV | ENV | ENV | ENV |

#### Resultados
| Mandante \ Visitante   | AGU | ALI | AME | BUC | HUI | NAC | BOY | TOL | CAL | PAS | PER | ENV | DIM | JAG | JUN | EQU | MIL | ONC | SFE | MAG |
| ---------------------- | --- | --- | --- | --- | --- | --- | --- | --- | --- | --- | --- | --- | --- | --- | --- | --- | --- | --- | --- | --- |
| Águilas Doradas        | —   | 3–0 | 2–2 | —   | —   | 2–0 | —   | —   | 1–0 | 3–0 | —   | 3–1 | 1–1 | —   | —   | —   | 2–0 | 2–1 | —   | 2–1 |
| Alianza Petrolera      | —   | —   | 2–3 | 1–0 | —   | —   | 1–1 | 0–1 | —   | —   | 2–1 | 3–1 | —   | —   | 1–5 | 1–0 | 1–0 | 2–1 | —   | —   |
| América de Cali        | —   | —   | —   | 1–2 | 1–0 | 4–1 | 5–0 | 1–0 | 3–0 | 1–1 | —   | —   | 1–3 | —   | —   | —   | 1–0 | —   | 2–0 | —   |
| Atlético Bucaramanga   | 1–1 | 0–1 | —   | —   | 1–0 | —   | 1–0 | —   | 1–0 | 0–2 | 1–1 | —   | —   | 3–0 | —   | 2–3 | —   | —   | 1–1 | —   |
| Atlético Huila         | 1–1 | 0–0 | —   | —   | —   | 0–1 | —   | 3–0 | —   | —   | 2–0 | 3–3 | —   | 0–0 | —   | 1–1 | —   | —   | 2–2 | 2–1 |
| Atlético Nacional      | —   | 2–0 | —   | 2–1 | —   | —   | —   | 2–3 | —   | 2–0 | 2–0 | 3–0 | 1–2 | 2–1 | —   | 5–0 | —   | —   | 3–0 | —   |
| Boyacá Chicó           | 0–1 | —   | —   | —   | 1–1 | 1–3 | —   | —   | 1–1 | —   | —   | 1–0 | —   | —   | 2–1 | 0–2 | —   | 2–1 | 1–1 | 0–0 |
| Deportes Tolima        | 1–1 | —   | —   | 0–0 | 1–0 | —   | 2–0 | —   | —   | —   | 2–3 | 2–0 | 1–1 | —   | —   | —   | —   | 3–1 | 1–0 | 2–1 |
| Deportivo Cali         | —   | 1–0 | 0–0 | —   | 1–0 | 1–1 | —   | 2–0 | —   | 4–0 | —   | —   | 2–2 | 2–0 | —   | —   | 0–0 | —   | 2–2 | —   |
| Deportivo Pasto        | —   | 1–1 | —   | —   | 1–0 | —   | 1–1 | 1–2 | —   | —   | —   | —   | 0–0 | 1–0 | —   | —   | 0–0 | 1–0 | 2–0 | 3–1 |
| Deportivo Pereira      | 0–0 | —   | 2–4 | —   | —   | —   | 1–1 | —   | 0–2 | 2–1 | —   | —   | —   | 3–0 | 0–2 | 1–0 | —   | 1–2 | —   | 1–2 |
| Envigado               | 2–2 | —   | 0–0 | 1–3 | —   | —   | —   | —   | 3–0 | 1–1 | 2–3 | —   | —   | 1–0 | 1–2 | —   | 1–2 | —   | —   | 0–0 |
| Independiente Medellín | —   | 2–1 | —   | 2–0 | 2–0 | 1–0 | 1–1 | —   | —   | —   | 1–0 | 1–0 | —   | —   | 1–0 | 2–2 | 1–1 | —   | —   | —   |
| Jaguares               | 0–1 | 0–0 | 0–1 | —   | —   | —   | 2–1 | 0–1 | —   | 1–0 | —   | —   | 1–1 | —   | 0–0 | —   | 2–0 | —   | —   | 0–1 |
| Junior de Barranquilla | 0–1 | —   | 4–3 | 1–1 | 2–0 | 1–1 | —   | 0–1 | 3–2 | 0–0 | —   | —   | —   | —   | —   | —   | —   | 1–0 | —   | 7–1 |
| La Equidad             | 1–1 | —   | 1–1 | —   | —   | —   | 0–0 | 0–0 | 1–1 | 1–0 | —   | 1–1 | —   | 2–0 | 0–0 | —   | 2–1 | —   | —   | —   |
| Millonarios            | —   | —   | —   | 3–0 | 2–1 | 1–0 | 1–1 | 1–0 | —   | —   | 0–0 | —   | —   | —   | 1–0 | —   | —   | 2–1 | 2–4 | 1–1 |
| Once Caldas            | —   | —   | 1–1 | 1–0 | 1–2 | 1–1 | —   | —   | 4–0 | —   | 1–0 | 0–0 | 2–2 | 0–0 | —   | 1–1 | —   | —   | —   | —   |
| Santa Fe               | 0–5 | 0–1 | —   | —   | —   | —   | —   | —   | —   | —   | 1–0 | 1–0 | 1–0 | 1–0 | 1–0 | 1–1 | 2–3 | 0–1 | —   | —   |
| Unión Magdalena        | —   | 2–0 | 0–0 | 1–2 | —   | 2–1 | —   | —   | 3–4 | —   | —   | —   | 0–4 | —   | 0–0 | 1–0 | —   | 1–1 | 2–2 | —   |

### Semifinais Finalización

#### Sorteio
| Pote 1                                                         | Pote 2                              | Pote 3                                       | Pote 4                         |
| -------------------------------------------------------------- | ----------------------------------- | -------------------------------------------- | ------------------------------ |
| - Águilas Doradas (Grupo A) - Independiente Medellín (Grupo B) | - América de Cali - Deportes Tolima | - Atlético Nacional - Junior de Barranquilla | - Millonarios - Deportivo Cali |

#### Grupo A
| Pos | Equipe                 | Pts | J | V | E | D | GP | GC | SG  | Classificado |     | JUN | TOL | AGU | CAL |
| --- | ---------------------- | --- | - | - | - | - | -- | -- | --- | ------------ | --- | --- | --- | --- | --- |
| 1   | Junior de Barranquilla | 13  | 6 | 4 | 1 | 1 | 14 | 7  | +7  | Final        |     | —   | 4–2 | 3–1 | 3–0 |
| 2   | Deportes Tolima        | 12  | 6 | 4 | 0 | 2 | 15 | 8  | +7  |              |     | 3–1 | —   | 0–1 | 4–2 |
| 3   | Águilas Doradas        | 8   | 6 | 2 | 2 | 2 | 7  | 10 | −3  |              | 1–1 | 0–4 | —   | 3–1 |     |
| 4   | Deportivo Cali         | 1   | 6 | 0 | 1 | 5 | 4  | 15 | −11 |              | 0–2 | 0–2 | 1–1 | —   |     |

##### Desempenho por rodada
Clubes que lideraram o campeonato ao final de cada rodada:
|         | 1ª  | 2ª  | 3ª  | 4ª  | 5ª  | 6ª  |
| Grupo A | TOL | TOL | TOL | TOL | TOL | JUN |

#### Grupo B
| Pos | Equipe                 | Pts | J | V | E | D | GP | GC | SG | Classificado |     | DIM | MIL | NAC | AME |
| --- | ---------------------- | --- | - | - | - | - | -- | -- | -- | ------------ | --- | --- | --- | --- | --- |
| 1   | Independiente Medellín | 15  | 6 | 5 | 0 | 1 | 13 | 5  | +8 | Final        |     | —   | 2–1 | 2–1 | 2–1 |
| 2   | Millonarios            | 9   | 6 | 3 | 0 | 3 | 5  | 5  | 0  |              |     | 1–0 | —   | 0–1 | 2–1 |
| 3   | Atlético Nacional      | 9   | 6 | 3 | 0 | 3 | 4  | 8  | −4 |              | 0–5 | 0–1 | —   | 1–0 |     |
| 4   | América de Cali        | 3   | 6 | 1 | 0 | 5 | 4  | 8  | −4 |              | 1–2 | 1–0 | 0–1 | —   |     |

##### Desempenho por rodada
Clubes que lideraram o campeonato ao final de cada rodada:
|         | 1ª  | 2ª  | 3ª  | 4ª  | 5ª  | 6ª  |
| Grupo B | DIM | DIM | MIL | DIM | DIM | DIM |

### Final Finalización
| 10 de dezembro | Junior de Barranquilla             | 3 – 2 | Independiente Medellín       | Estádio Metropolitano Roberto Meléndez, Barranquilla |
| 16:00 (UTC−5)  | C. Bacca 4' 71' · J. Enamorado 16' |       | 40' J. Ortiz · 88' D. Moreno | Árbitro: Andrés Rojas                                |

| 13 de dezembro | Independiente Medellín       | 2 – 1 | Junior de Barranquilla | Estádio Atanasio Girardot, Medellín |
| 20:00 (UTC−5)  | J. Varela 14' · E. Cetré 56' |       | 90' V. Hernández       | Árbitro: Nicolás Gallo              |

|                                           |       | Penalidades                                           |  |
| D. Torres A. Ricaurte L. Pons L. Chaverra | 3 − 5 | C. Bacca E. Herrera A. Rodríguez G. Fuentes L. Berrío |  |

Empate em 4–4 no agregado, Junior venceu nos pênaltis.

## Premiação
| Campeonato Colombiano de Futebol de 2023 Primeira Divisão | Campeonato Colombiano de Futebol de 2023 Primeira Divisão |
| Torneo Apertura                                           | Torneo Finalización                                       |
| --------------------------------------------------------- | --------------------------------------------------------- |
| Millonarios Campeão (16º título)                          | Junior de Barranquilla Campeão (10º título)               |

## Tabela Acumulada da Temporada
| Pos | Equipe                     | Pts | J  | V  | E  | D  | GP | GC | SG  | Classificação                                          |
| --- | -------------------------- | --- | -- | -- | -- | -- | -- | -- | --- | ------------------------------------------------------ |
| 1   | Águilas Doradas            | 93  | 52 | 25 | 18 | 9  | 78 | 54 | +24 | Classificado para a 2ª fase da Copa Libertadores 2024  |
| 2   | Millonarios (C)            | 92  | 54 | 25 | 17 | 12 | 66 | 50 | +16 | Fase de Grupos da Copa Libertadores 2024               |
| 3   | Atlético Nacional          | 91  | 54 | 25 | 16 | 13 | 71 | 48 | +23 | Classificado para a 2ª fase da Copa Libertadores 2024  |
| 4   | Independiente Medellín     | 88  | 54 | 24 | 16 | 14 | 79 | 56 | +23 | Classificado para a 1ª fase da Copa Sul-Americana 2024 |
| 5   | América de Cali            | 82  | 52 | 23 | 13 | 16 | 79 | 56 | +23 | Classificado para a 1ª fase da Copa Sul-Americana 2024 |
| 6   | Junior de Barranquilla (C) | 74  | 48 | 20 | 14 | 14 | 64 | 45 | +19 | Fase de Grupos da Copa Libertadores 2024               |
| 7   | Deportes Tolima            | 73  | 46 | 20 | 13 | 13 | 61 | 51 | +10 | Classificado para a 1ª fase da Copa Sul-Americana 2024 |
| 8   | Alianza Petrolera          | 68  | 46 | 19 | 11 | 16 | 53 | 51 | +2  | Classificado para a 1ª fase da Copa Sul-Americana 2024 |
| 9   | Deportivo Pasto            | 60  | 46 | 15 | 15 | 16 | 44 | 46 | −2  |                                                        |
| 10  | Boyacá Chicó               | 57  | 46 | 12 | 21 | 13 | 45 | 50 | −5  |                                                        |
| 11  | La Equidad                 | 52  | 40 | 10 | 22 | 8  | 39 | 37 | +2  |                                                        |
| 12  | Deportivo Cali             | 52  | 46 | 12 | 16 | 18 | 49 | 66 | −17 |                                                        |
| 13  | Santa Fe                   | 50  | 40 | 13 | 11 | 16 | 50 | 54 | −4  |                                                        |
| 14  | Atlético Bucaramanga       | 46  | 40 | 11 | 13 | 16 | 35 | 43 | −8  |                                                        |
| 15  | Deportivo Pereira          | 44  | 40 | 11 | 11 | 18 | 43 | 53 | −10 |                                                        |
| 16  | Once Caldas                | 42  | 40 | 9  | 15 | 16 | 38 | 46 | −8  |                                                        |
| 17  | Unión Magdalena            | 41  | 40 | 8  | 17 | 15 | 37 | 62 | −25 |                                                        |
| 18  | Atlético Huila             | 37  | 40 | 9  | 10 | 21 | 38 | 57 | −19 |                                                        |
| 19  | Envigado                   | 33  | 40 | 6  | 15 | 19 | 32 | 52 | −20 |                                                        |
| 20  | Jaguares                   | 33  | 40 | 7  | 12 | 21 | 23 | 47 | −24 |                                                        |

1. ↑  Jogo suspenso aos 75 minutos devido a invasão de campo e terminado por falta de garantias.[4]
2. ↑  Jogo suspenso aos 80 minutos devido a incidentes na tribuna do estádio e terminado por falta de garantias.[5]
3. ↑  Atlético Nacional se classificou para a 2ª fase por vencer a Copa Colômbia 2023.

## Rebaixamento
Uma tabela separada é feita para determinar os times que serão rebaixados para a Primera B na próxima temporada. Esta tabela é elaborada pela soma de todas as partidas de primeira fase jogadas na temporada atual e nas duas anteriores, com os pontos ganhos sendo divididos pelo número de partidas jogadas. Os dois piores times ao final da temporada serão rebaixados para a segunda divisão. Em caso de igualdade na média entre duas ou mais times, os pontos obtidos na primeira fase de ambos os torneios da temporada atual serão levados em consideração.
No caso dos dois times promovidos este ano (Boyacá Chicó e Atlético Huila), só são calculados os pontos obtidos na primeira fase dos dois torneios da temporada em curso.
| Pos | Team                   | 2021 Pts | 2022 Pts | 2023 Pts | 2023 GP | 2023 GC | 2023 SG | Total Pts | Total Jog | Méd. | Rebaixamento                     |
| --- | ---------------------- | -------- | -------- | -------- | ------- | ------- | ------- | --------- | --------- | ---- | -------------------------------- |
| 20  | Atlético Huila (R)     | —        | —        | 37       | 38      | 57      | -19     | 37        | 40        | 0.93 | Rebaixado para a Segunda Divisão |
| 19  | Unión Magdalena (R)    | —        | 40       | 41       | 37      | 62      | -25     | 81        | 80        | 1.01 | Rebaixado para a Segunda Divisão |
| 18  | Jaguares               | 52       | 47       | 33       | 23      | 47      | -24     | 132       | 118       | 1.12 |                                  |
| 17  | Envigado               | 44       | 57       | 33       | 32      | 52      | -20     | 134       | 118       | 1.14 |                                  |
| 16  | Once Caldas            | 37       | 56       | 42       | 38      | 46      | -8      | 135       | 118       | 1.14 |                                  |
| 15  | Alianza Petrolera      | 37       | 46       | 58       | 45      | 46      | -1      | 141       | 118       | 1.19 |                                  |
| 14  | Boyacá Chicó           | —        | —        | 49       | 39      | 44      | -5      | 49        | 40        | 1.23 |                                  |
| 13  | Deportivo Cali         | 62       | 34       | 51       | 45      | 51      | -6      | 147       | 118       | 1.25 |                                  |
| 12  | Deportivo Pasto        | 39       | 54       | 54       | 38      | 41      | -3      | 147       | 118       | 1.25 |                                  |
| 11  | Deportivo Pereira      | 51       | 55       | 44       | 43      | 53      | -10     | 150       | 118       | 1.27 |                                  |
| 10  | Atlético Bucaramanga   | 51       | 59       | 46       | 35      | 43      | -8      | 156       | 118       | 1.32 |                                  |
| 9   | La Equidad             | 55       | 58       | 52       | 39      | 37      | +2      | 165       | 118       | 1.4  |                                  |
| 8   | Santa Fe               | 58       | 61       | 50       | 50      | 54      | -4      | 169       | 118       | 1.43 |                                  |
| 7   | Águilas Doradas        | 39       | 58       | 83       | 67      | 33      | +34     | 180       | 118       | 1.53 |                                  |
| 6   | América de Cali        | 58       | 54       | 69       | 67      | 42      | +25     | 181       | 118       | 1.53 |                                  |
| 5   | Junior de Barranquilla | 62       | 63       | 58       | 46      | 34      | +12     | 183       | 118       | 1.55 |                                  |
| 4   | Independiente Medellín | 52       | 67       | 68       | 59      | 39      | +20     | 187       | 118       | 1.58 |                                  |
| 3   | Deportes Tolima        | 66       | 66       | 61       | 46      | 43      | +3      | 193       | 118       | 1.64 |                                  |
| 2   | Atlético Nacional      | 76       | 66       | 68       | 59      | 35      | +24     | 210       | 118       | 1.78 |                                  |
| 1   | Millonarios            | 69       | 74       | 68       | 51      | 38      | +13     | 211       | 118       | 1.79 |                                  |